# Джони Холидей
Джони Холидей (на английски: Johnny Hallyday, произнасяно от французите (Д)жонѝ Алидè), е артистичният псевдоним на Жан-Филип Лео Сме (на френски: Jean-Philippe Léo Smet) – френски певец и актьор, рокендрол легенда във френскоговорещия свят, понякога наричан френският Елвис Пресли. Издал е 18 платинени албума, но въпреки това остава почти непознат извън Франция.

## Ранен живот
Жан-Филип е роден в Париж на 15 юни 1943 г. от майка французойка и баща белгиец, шоумен. Родителите не са женени и първите месеци той носи фамилията на майка си (Клерк), но после баща му го признава и му дава своята фамилия (Сме). Скоро след това окончателно ги изоставя, но неговата сестра и семейството ѝ (мъж и две дъщери) се отнасят с много обич към детето и майката, които живеят при тях. Когато майката започва кариера на манекен и има малко време за сина си, лелята Елен Мар поема изцяло грижите за детето, а когато майката вече може и иска да си вземе детето, тя изживява това драматично и взимат решение то да остане при лелята и семейството ѝ.
През 1948 г. двете братовчедки на Жан-Филип – Деста и Менен – стават танцьорки и сключват контракт за работа в Лондон; цялото семейство заедно с детето отива там. Деста се омъжва за американския танцьор Лий Кечъм с артистично име Lee Hallyday. Лий нарича Жан Джони (американския еквивалент на името), разказва му за Америка, каубоите, каньоните („Лий беше Америка“), за детето той е нещо като бащинска фигура. Деста и Лий правят дует, наречен „Les Halliday's“. И когато Жан-Филип Сме започва кариерата си, той се нарича Джони Холидей (Johnny Hallyday).

## Кариера
Джони Холидей не е първият във Франция, който пее рокендрол, но до неговата поява тази музика не е особено популярна там. Джони обаче предизвиква фурор. На 14 март 1960 г. той записва първата си песен – „Да те обичам лудо“, през април се появява по телевизията, а през септември дебютира в „Алхамбра“. Конфликтът между поколенията избухва с пълна сила: младите са във възторг и го превръщат в идол, а възрастните го освиркват и се гневят в пресата. Започва десетилетната успешна кариера. Джони Холидей остава верен на рока, но пее също и туист, мелодични песни в италиански стил, осъществява грандиозни спектакли, участва и в много филми.

## Избрани албуми
- Johnny Hallyday Sings America's Rockin' Hits (1962),
- Hallyday Story, Hamlet (1977),
- Pas facile (1981),
- Quelque part un aigle (1982),
- La peur (1983),
- Drole de metier,
- Special enfants du roc Nashville duos (1984),
- Rock'n'Roll Attitude (1985).[2]

## Семеен живот
На 12 април 1965 г. се жени за Силви Вартан и от брака се ражда синът им Давид. Джони Холидей е съсредоточен много повече върху кариерата си и приятелите си, отколкото върху семейството си, и след многократни раздели на 4 ноември 1980 г. бракът завършва с развод. Следват няколко други брака. От този с актрисата Натали Бай има дъщеря Лора Сме, която е и киноактриса. От 2006 г. живее в Швейцария.